# حميدو (فلم)
حميدو فيلم مصري تم إنتاجه عام 1953، من إخراج نيازي مصطفى وبطولة فريد شوقي وهدى سلطان ومحمود المليجي وفردوس محمد وماري منيب.

## القصة
يبين هذا الفيلم دور المخدرات في مجتمعاتنا، وما تحمله من أخطارٍ تهدد حياة الإنسان بالتفسخ والانحلال. يعمل حميدو (فريد شوقي) صيادًا في البحر ولكنه كذلك يتاجر في المخدرات عن طريق البحر. يعيش حميدو وسعدية (هدى سلطان) في قصة حبٍ كبيرة ولكن المعلم قرش (محمود المليجي) لا يتركهما في حالهما. يلقنه حميدو درسًا قاسيًا لما فعله مع سعدية ويتصاعد الصراع وتتوالى الأحداث.

## طاقم العمل
- فريد شوقي:حميدو
- هدى سلطان:سعدية
- تحية كاريوكا:فوزية
- محمود المليجي:الاكتع
- فردوس محمد:والدة حميدو
- ماري منيب:صاحبة الخمارة
- منير الفنجري
- عبد المنعم اسماعيل
- عبد المجيد شكري
- محسن حسنين
- حسن حامد
- محمد الحلو